# Пробни рок
„Пробни рок” је југословенски кратки филм из 1979. године. Режирао га је Петар Креља који је написао и сценарио.

## Улоге
| Глумац       | Улога |
| ------------ | ----- |
| Вања Драх    |       |
| Марина Немет |       |